# 莱皮讷 (马恩省)
莱皮讷（法語：L'Épine，法語發音：[lepin]）是法国马恩省的一个市镇，属于香槟沙隆区。

## 地理
莱皮讷（48°58'37"N, 4°28'12"E）面积30.51 平方千米，位于法国大東部大區马恩省，该省份为法国东北部内陆省份，北起阿登省，西北接埃纳省，西南接塞纳-马恩省，南至奥布省，东南接上马恩省，东临默兹省。
与莱皮讷接壤的市镇（或旧市镇、城区）包括：香槟地区沙隆、拉谢普、库尔蒂索勒、圣艾蒂安欧唐普勒、圣马丹叙勒普雷、圣梅米。

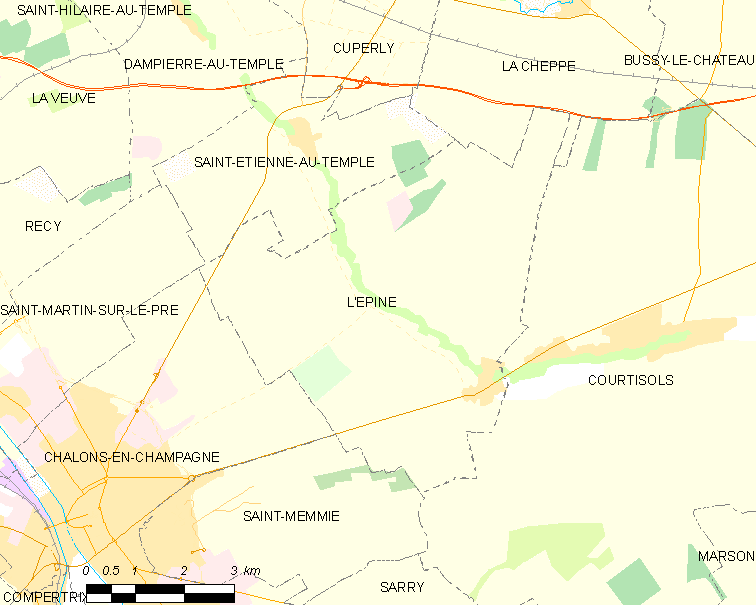
的OSM定位图

莱皮讷的时区为UTC+01:00、UTC+02:00（夏令时）。

## 行政
莱皮讷的邮政编码为51460，INSEE市镇编码为51231。

## 政治
莱皮讷所属的省级选区为香槟沙隆第三县。

## 人口

1962-2008年间人口变化图示

莱皮讷于2022年1月1日时的人口数量为676人。